# Xanthorhoe collinaria
Xanthorhoe collinaria là một loài bướm đêm trong họ Geometridae.